# Bulevar Rothschild

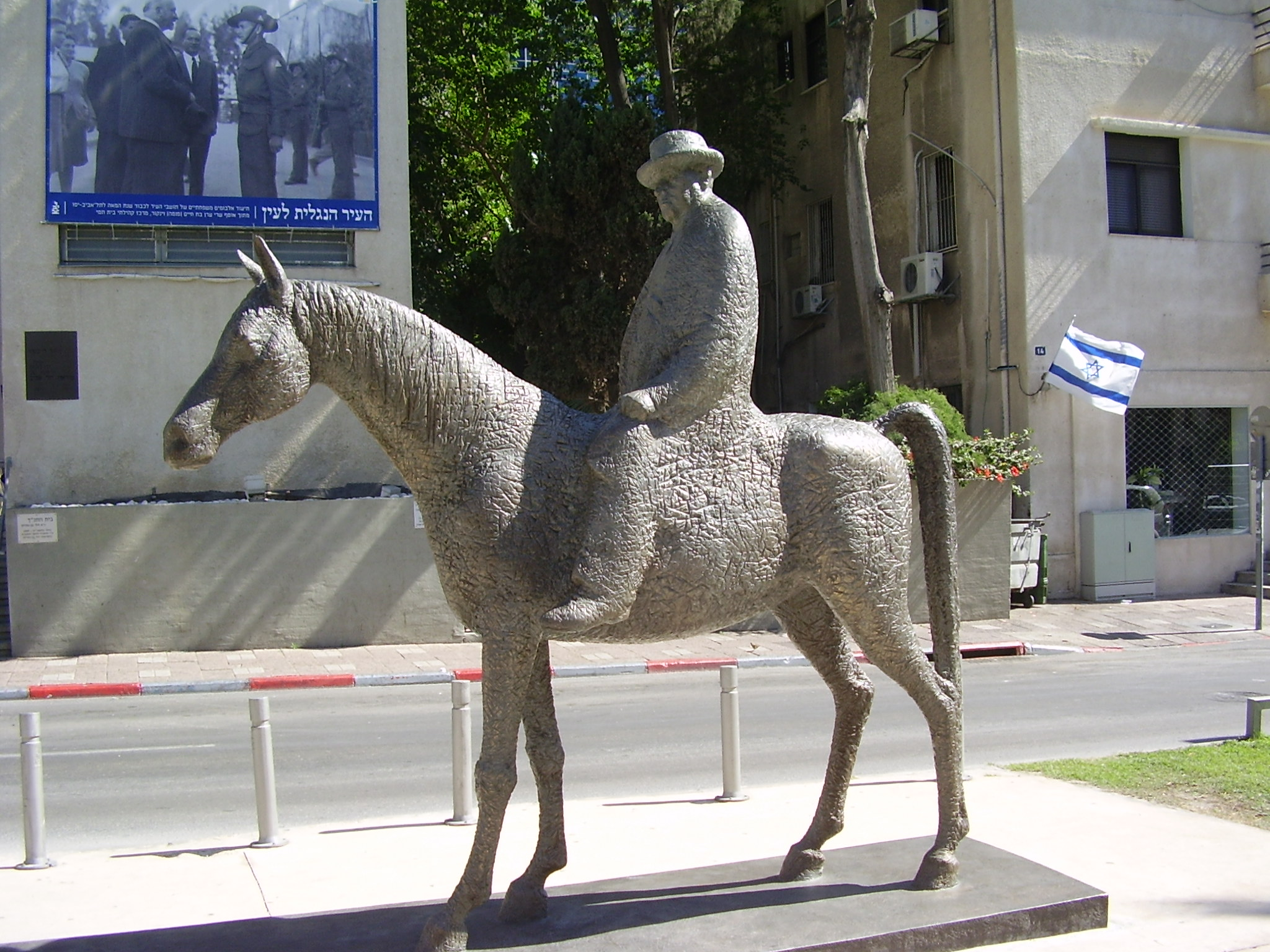
Estatua del alcalde Meir Dizengoff cabalgando en su caballo, ubicada en el bulevar

El Bulevar Rothschild (en hebreo שְׂדֵרוֹת רוטשילד, Sderot Rothschild) es una de las principales calles en el centro de Tel Aviv, Israel, el cual comienza en el barrio de Neve Tzedek en su parte sudoccidental y que va en dirección norte hasta el Teatro Nacional Habima. Es una de las calles más concurridas y costosas de la ciudad, siendo una de las principales atracciones turísticas de la misma.

## Historia
El bulevar Rothschild, construido en el año 1910, fue originalmente llamado Rehov Ha'Am, (lit. "calle del pueblo"). Poco tiempo después, los residentes solicitaron que fuese renombrada en honor al Barón Edmond James de Rothschild. La Declaración de independencia de Israel fue firmada en el entonces Museo de Arte de Tel Aviv, en el número 16 del bulevar Rothschild y que se conoce como Salón de la Independencia. La mayoría de los edificios históricos presentes han sido construidos en el estilo arquitectónico Bauhaus, formando pare de la Ciudad Blanca de Tel Aviv, que es patrimonio cultural de la Humanidad designado por la UNESCO en el año 2003. El edificio conocido como Lederberg House, construido en el año 1925 en la intersección con la Calle Allenby, tiene una serie de murales de cerámica de gran tamaño diseñados por Ze'ev Raban, un miembro de la Academia de artes y diseño Bezalel; los cuatro murales muestran a un pionero judío arando y cosechando los campos, a un pastor y a la ciudad de Jerusalén, con un verso de Jeremías 31:4, "Nuevamente yo te reconstruiré y tu serás reconstruida"."